# Smithville (Missouri)
Smithville is een plaats (city) in de Amerikaanse staat Missouri, en valt bestuurlijk gezien onder Clay County.

## Demografie
Bij de volkstelling in 2000 werd het aantal inwoners vastgesteld op 5514.
In 2006 is het aantal inwoners door het United States Census Bureau geschat op 7471, een stijging van 1957 (35,5%).

## Geografie
Volgens het United States Census Bureau beslaat de plaats een oppervlakte van
35,7 km², waarvan 35,5 km² land en 0,2 km² water. Smithville ligt op ongeveer 248 m boven zeeniveau.

## Plaatsen in de nabije omgeving
De onderstaande figuur toont nabijgelegen plaatsen in een straal van 16 km rond Smithville.